# Чемпионат Европы по бейсболу среди женщин
Чемпионат Европы по бейсболу среди женщин — международный турнир женских национальных бейсбольных сборных, проводимый под эгидой WBSC Европа.
Первый чемпионат прошёл в 2019 году с участием трёх национальных сборных (Франция, Нидерланды, Чехия). Во втором чемпионате, прошедшем в 2022, приняли участие 4 сборные команды (к вышеуказанном тройке присоединилась Великобритания). Оба чемпионата состоялись во Франции.
Соревнования включают предварительный этап и финал. На предварительной стадии участвующие команды играют в два (в 2019) или в один (в 2022) круг. По его итогам две лучшие команды выходят в финал и определяют чемпиона. 
Всего призёрами прошедших двух чемпионатов становились национальные сборные 3 стран, а чемпионский титул выигрывала только Франция.

## Призёры
| Год  | Место проведения            | Золото  | Серебро    | Бронза     |
| 2019 | Руан (Франция)              | Франция | Нидерланды | Чехия      |
| 2022 | Монпелье (Франция)          | Франция | Чехия      | Нидерланды |
| 2025 | Глубока-над-Влтавоу (Чехия) |         |            |            |

## Медальная таблица
| Сборная    | Золото | Серебро | Бронза | Всего |
| Франция    | 2      | 0       | 0      | 2     |
| Нидерланды | 0      | 1       | 1      | 2     |
| Чехия      | 0      | 1       | 1      | 2     |

## Участники и результаты
| Страна            | 2019 | 2022 | Всего |
| ----------------- | ---- | ---- | ----- |
| Великобритания    |      | 4    | 1     |
| Нидерланды        | 2    | 3    | 2     |
| Франция           | 1    | 1    | 2     |
| Чехия             | 3    | 2    | 2     |
| Количество команд | 3    | 4    |       |